# Dragotești, Mehedinți
Dragotești este un sat în comuna Prunișor din județul Mehedinți, Oltenia, România.
Aflată la câțiva kilometri de stația de cale ferată Prunișor, pe linia ce leagă Strehaia de Turnu Severin, este locuită de sute de ani de moșneni, descendenți ai unui pâlc de oaste fidel lui Mihai Viteazul, pe care acesta i-a răsplătit pentru vitejia în lupte și credința lor, cu câte o sfoară de moșie. La sfârșitul secolului al XIX-lea se afla în componența comunei Fântâna Domnească. Astăzi, împreună cu Fântâna Domnească, se află în componența comunei Prunișor.